# Thorondor (satélite)
Thorondor, oficialmente (385446) Manwë I Thorondor, é o componente secundário do objeto transnetuniano conhecido por Manwë.

## Descoberta
Este objeto foi descoberto em 25 de julho de 2006 pelos astrônomos K. S. Noll, W. M. Grundy, D. C. Stephens e H. F. Levison, através de observações feitas pelo telescópio espacial Hubble. Sua descoberta foi anunciada em 7 de setembro de 2006.

## Nome
Thorondor inicialmente usou a designação provisória de S/2006 (2003 QW 111) 1 até que foi nomeado de Thorondor, que era o senhor das águias durante a Primeira Era e, servo da divindade Manwë, na obra ficcional O Silmarillion do escritor britânico J. R. R. Tolkien. Essa designação permanente foi atribuída em 15 de abril de 2014.

## Características físicas e orbitais
Thorondor mede cerca 88 km e orbita Manwë a 6.674 km. A órbita do satélite tem os seguintes parâmetros: semieixo maior de 6.674 ± 41 km; período de 110,176 ± 0,018 dias; excentricidade de 0,5632 ± 0,0070; e inclinação de 25,58 ± 0,23°. A massa total do sistema é de cerca de 1.941 × 1018 kg.